# Chereas octomaculata
Chereas octomaculata is een keversoort uit de familie van de boktorren (Cerambycidae). De wetenschappelijke naam van de soort werd voor het eerst geldig gepubliceerd in 1857 door Jean Baptiste Lucien Buquet. Ze werd ontdekt in Brazilië. Buquet plaatste de soort oorspronkelijk in het geslacht Atelodesmis.
James Thomson duidde in 1864 Atelodesmis octomaculata aan als de typesoort van het nieuwe geslacht geslacht Chereas. Het is de enige soort in dit geslacht.